# Bonaventura Vallespinosa Salvat
Bonaventura Vallespinosa Salvat (Vilafranca del Penedès, 1899 - Reus, 1987) va ser un traductor català que de molt jove es va traslladar a Reus, ja que era de família vinculada amb aquella ciutat.

## Biografia
Fill del periodista Bonaventura Vallespinosa Sistaré, que havia col·laborat a Reus a la premsa de finals del segle xix, va participar en aquesta ciutat en la revista futurista La Columna de Foc (1918), amb Salvador Torrell i Josep Maria Prous i Vila, i en la noucentista Llaç (1919), també impulsada pel poeta Prous i Vila. Llicenciat en medicina l'any 1922, va exercir de metge, però es va dedicar principalment a escriure i traduir. Com a metge al servei de la Mancomunitat de Catalunya, va exercir a Sant Julià de Vilatorta i a Sant Feliu de Llobregat. L'any 1939 es va col·legiar i es va establir a Reus com a metge internista i radiòleg, especialitats que va exercir fins a la seva mort el 1987. Va evitar la repressió franquista, i va traduir els clàssics francesos i italians al català, i també d'altres llengües, com Eugène Ionesco, Molière, Albert Camus, Ugo Betti, Françoise Sagan, Luigi Pirandello, Cesare Pavese, Tennessee Williams, Jean Racine Jean Cocteau, Jean Anouilh, Jean Paul Sartre, i d'altres. Malgrat tot, de les seixanta-quatre traduccions que se sap que va fer, més de la meitat són inèdites, algunes de les quals es poden trobar a la Biblioteca de l'Institut del Teatre. Del 1956 al 1961 va impulsar la publicació de l'Antologia de la poesia reusenca, que recollia els joves poetes locals, per part del Centre de Lectura, entitat de la qual dirigí la Revista i on va ser president de la Secció de Lletres. L'any 1980, l'Ajuntament de Reus, en públic reconeixement de la seva aportació a la cultura el va distingir amb el títol de Fill adoptiu de la ciutat.

## Traduccions
Teatre
- Un castell a Suècia, original de Françoise Sagan.
- La cantant calba: anti-comèdia, original d'Eugène Ionesco. Barcelona: Joaquim Horta, editor, 1963
- Figuretes de vidre, original de Tennessee Williams. Barcelona: Agrupació Dramàtica de Barcelona, 1959
- És així, si us ho sembla, original de Luigi Pirandello. Barcelona: Institut del Teatre, 1983. ISBN 8474561450
- Corrupció al Palau de Justícia, original d'Ugo Betti.
- Enric IV de Luigi Pirandello (1987)[6]

Novel·la
- El bell estiu, original de Cesare Pavese. Barcelona: Proa, 1967
- La caiguda. Albert Camús. Barcelona: Vergara, 1964[7]

Assaig
- L'ofici de viure, original de Cesare Pavese. Barcelona: Anagrama. 1969. ISBN 8433902016
- El mite de Sísif, original d'Albert Camus. Reus: Centre de Lectura, 1987

Poesia
- Orland Furiós, original de Ludovico Ariosto. Barcelona: Edicions 62, 1983. ISBN 8429719725 (o.c.) (en dos volums a la MOLU, 21)
- Xakúntala, original de Kalidasa. Barcelona: Selecta, 1970